# Platja de s'Àguila
La platja de s'Àguila, o platja de Tudela, és una platja natural del municipi de Cadaqués (Alt Empordà) situada al Pla de Tudela, dins del Parc Natural del Cap de Creus. Té una longitud de 155 m i una amplada de 39 m, formada per sorres, graves i còdols. Al seu darrera es forma una duna grimpadora. Davant de la platja hi ha els esculls des Pla de Tudela. Està prohibit el bany en aquesta zona.

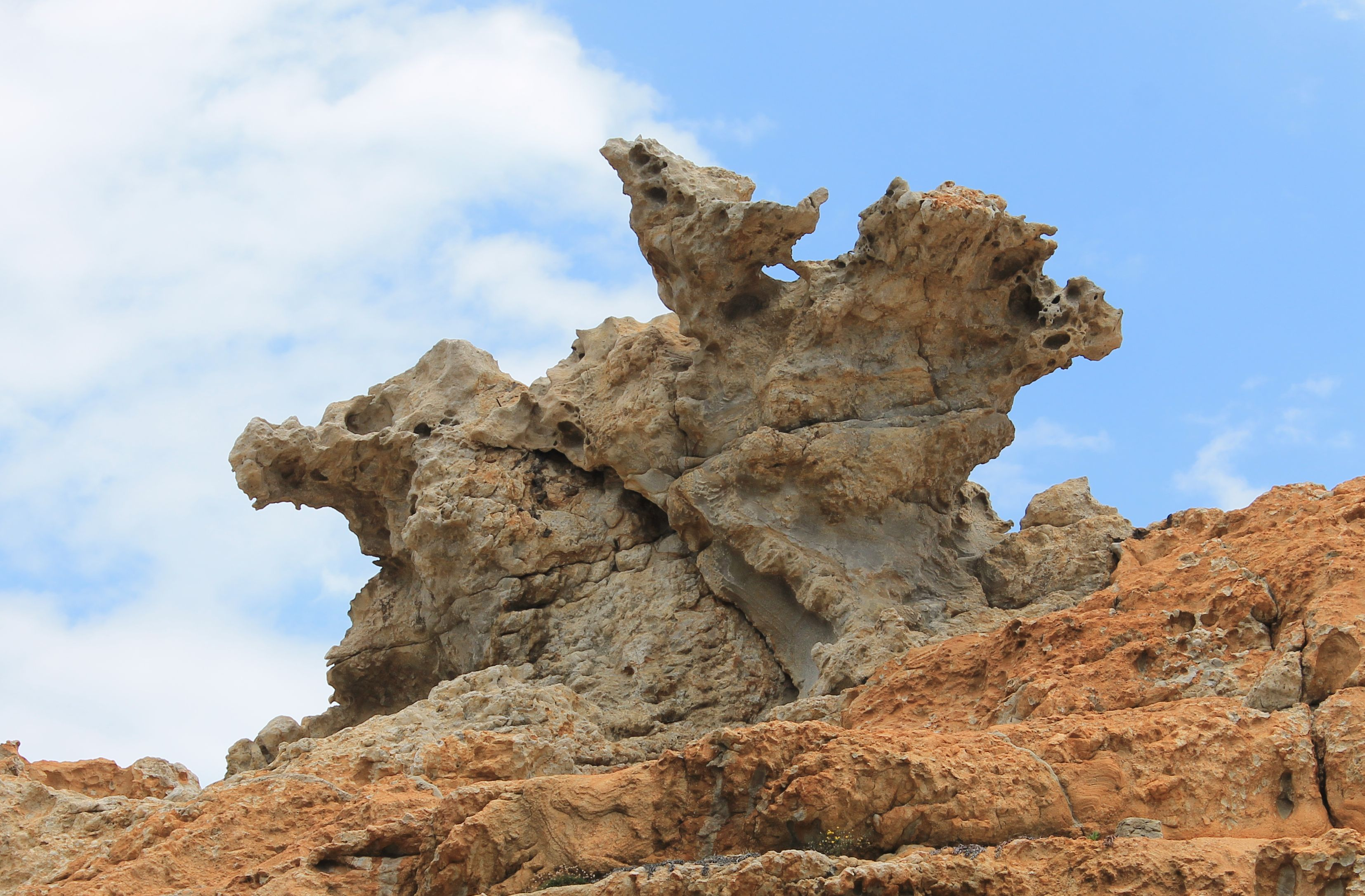
s'Àguila, roca que dona nom a la platja

El nom de s'Àguila prové d'una roca sobre un aflorament proper de roca roja pegmatítica, el punt més alt del Pla de Tudela, anomenada s'Àguila per la seva similitud amb aquest ocell.
El 1925 el pintor Salvador Dalí, la seva germana Anna Maria Dalí i l'escriptor Federico García Lorca, van anar en barca fins aquesta platja, on hi van fer un àpat.